# تداول مفرط للمنتجات
التداول المفرط للمنتجات هو ممارسة تجارية يتم بموجبها بيع كمية من المنتج أكبر مما يعود بالنفع على المستهلك. ومثال على ذلك وسيط الأوراق المالية الذي يشتري ويبيع الأوراق المالية في محفظة استثمارية بمعدل أكثر تكرارًا مما هو مطلوب للحصول على رسوم العمولات.
ويُزعم أن إستراتيجية متوسط التكلفة بالدولار هي شكل من أشكال التداول المفرط للمنتجات تحت ظروف معينة. ففي هذه الإستراتيجية، يُنصح المستثمر بشراء أو بيع كميات صغيرة من ورقة مالية بشكل متكرر مع تغير الأسعار. ويكون لكل معاملة رسم عمولة. وبهذه الطريقة ينخفض متوسط إجمالي التكلفة مع هبوط الأسعار وتتم حماية المستثمر من تقلبات السوق التي قد يكون التنبؤ الدقيق بها أمرًا بالغ الصعوبة. وفعالية هذه الطريقة كإستراتيجية استثمار هو أمر مثار جدل، إلا أنها تتضمن العديد من المعاملات، مما يدر عمولات سمسرة لشركات السمسرة. ولا يعد التعامل المتكرر في الحسابات القائمة على الرسوم مثالاً على التداول المفرط، حيث إنه لا يتم الحصول على أية عمولات في تلك المعاملات. ومع ذلك، تُعرف الممارسة المعنية بإدخال العملاء الذين يتعاملون بشكل غير متكرر في حساب سمسرة قائم على الرسوم باسم "التداول المفرط العكسي"، نظرًا لأن العملاء يتحملون دفع رسوم في حسابات بها عدد قليل من المعاملات، إن وجدت.
وهناك شكل آخر من أشكال التداول المفرط للمنتجات يمارسه أحيانًا موفرو خدمات الصيانة. حيث يضمن هؤلاء الموفرون تكرار طلبات الخدمة بصورة أكبر من خلال استبدال الأجزاء البالية بقطع غيار ذات جودة أقل.
وفي بعض الأحيان تتعمد الشركات تقديم منتجات غير متينة أو لا يُعتمد عليها حتى يضطر العميل إلى استبدالها. وبالمثل، قد يتم تصنيع الطرز الجديدة بحيث تكون غير متوافقة مع الملحقات المستخدمة مع الطرز القديمة لإجبار المستهلكين على شراء بدائل.
مثال آخر هو المرطبات والوجبات الخفيفة التي تباع في دور العرض والمعارض والأماكن الأخرى. حيث تكون الوجبات صغيرة الحجم أغلى ثمنًا نسبيًا من الوجبات الكبيرة. ويختار المستهلكون شراء الحجم الأكبر حتى وإن كان أكثر مما يريدون تناوله أو شرابه لأنه بذلك يبدو كصفقة أفضل.
وغالبًا ما يُتهم ناشرو الكتب الدراسية بممارسة التداول المفرط للمنتجات، فكثيرًا ما ينشرون طبعات جديدة من الكتب (ومن ثم تعتبر الطبعات السابقة قديمة، مما يجبر الطلاب على شراء الطبعات الجديدة باعتبارها كتبًا مطلوبة مع خفض الأسعار المدفوعة مقابل الطبعات القديمة أو إلغائها من خلال برامج إعادة الشراء التي تقدمها المكتبات)، بينما تكون التغييرات التي تتم على المعلومات المقدمة في الكتب طفيفة في أغلب الأحيان.
إن التداول المفرط للمنتجات يشبه نموذج عمل ماكينات وشفرات الحلاقة (razor and blades business model). حيث يتضمن ذلك بيع منتج أساسي بالخسارة (أو بهامش ربح منخفض)، مع الحصول على هامش ربح مرتفع للغاية على المنتجات المقترنة به واللازمة لاستمرار استخدام المنتج الأساسي. ومن بين أمثلة هذه الإستراتيجية، ماكينات الحلاقة (وشفراتها) وطابعات الكمبيوتر (وإعادة ملء خراطيش الحبر الخاصة بها) والهواتف الخلوية (وزمن استخدامها) والكاميرات (وأفلامها).